# Jordan Sebban
Jordan Sebban (Tolosa, 6 gennaio 1997) è un calciatore francese, centrocampista del Villefranche.

## Carriera
Prodotto delle giovanili del Tolosa, il 6 settembre 2014 esordisce con la seconda squadra disputando l'incontro del Championnat de France amateur 2 - quinto livello del campionato francese - perso 3-1 in trasferta contro il Lège-Cap-Ferret. Chiude la stagione con 7 presenze. Quindi gioca altre tre stagioni con la seconda squadra del Tolosa, racimolando altre 61 presenze.
Il 6 luglio 2018 si trasferisce all'El Ejido, club militante nella terza divisione spagnola. Il 25 agosto 2018 esordisce in campionato nella sconfitta in trasferta per 1-0 contro il Melilla. Conclude la stagione con 31 presenze e una rete in campionato.
L'11 luglio 2019 si trasferisce al Granada, il quale lo aggrega alla rosa della seconda squadra, anch'essa militante nella terza divisione spagnola. Il 25 agosto 2019 fa il suo esordio con i biancorossi nella sconfitta in trasferta per 2-1 contro il Córdoba. Al termine della stagione colleziona 17 presenze in campionato.
Rimasto svincolato, il 5 febbraio 2021 viene acquistato dai finlandesi del KuPS. Il 14 giugno 2021 fa il suo esordio in Veikkausliiga nella vittoria in casa per 1-0 contro l'Inter Turku. Il 15 luglio successivo esordisce anche nelle competizioni europee, in Europa Conference League, nella vittoria in casa per 5-0 contro gli armeni del Noah. Il 29 luglio successivo segna il suo primo gol in una manifestazione continentale, nella vittoria in trasferta per 2-3 contro gli ucraini del Vorskla, realizzando la rete del temporaneo 1-1.

## Statistiche

### Presenze e reti nei club
Statistiche aggiornate al 29 settembre 2021.
| Stagione        | Squadra            | Campionato      | Campionato | Campionato | Coppe nazionali | Coppe nazionali | Coppe nazionali | Coppe continentali | Coppe continentali | Coppe continentali | Altre coppe | Altre coppe | Altre coppe | Totale | Totale |
| Stagione        | Squadra            | Comp            | Pres       | Reti       | Comp            | Pres            | Reti            | Comp               | Pres               | Reti               | Comp        | Pres        | Reti        | Pres   | Reti   |
| --------------- | ------------------ | --------------- | ---------- | ---------- | --------------- | --------------- | --------------- | ------------------ | ------------------ | ------------------ | ----------- | ----------- | ----------- | ------ | ------ |
| 2014-2015       | Tolosa 2           | CFA2            | 7          | 0          |                 | -               | -               |                    | -                  | -                  |             | -           | -           | 7      | 0      |
| 2015-2016       | Tolosa 2           | CFA2            | 18         | 0          |                 | -               | -               |                    | -                  | -                  |             | -           | -           | 18     | 0      |
| 2016-2017       | Tolosa 2           | CFA2            | 22         | 0          |                 | -               | -               |                    | -                  | -                  |             | -           | -           | 22     | 0      |
| 2017-2018       | Tolosa 2           | N3              | 21         | 0          |                 | -               | -               |                    | -                  | -                  |             | -           | -           | 21     | 0      |
| Totale Tolosa 2 | Totale Tolosa 2    | Totale Tolosa 2 | 68         | 0          |                 | -               | -               |                    | -                  | -                  |             | -           | -           | 68     | 0      |
| 2018-2019       | El Ejido           | SDB             | 31         | 1          |                 | -               | -               |                    | -                  | -                  |             | -           | -           | 31     | 1      |
| 2019-2020       | Recreativo Granada | SDB             | 17         | 0          |                 | -               | -               |                    | -                  | -                  |             | -           | -           | 17     | 0      |
| 2021            | KuPS               | VL              | 15         | 0          | CF              | 3               | 0               | UECL               | 7                  | 1                  |             | -           | -           | 25     | 1      |
| Totale carriera | Totale carriera    | Totale carriera | 132        | 1          |                 | 3               | 0               |                    | 7                  | 1                  |             | -           | -           | 142    | 2      |

## Palmarès

### Club

#### Competizioni nazionali
- Coppa di Finlandia: 1

KuPS: 2021